# Konsensualvertrag
Der Konsensualvertrag (auch: Konsensualkontrakt; lat. consensu contrahi) steht im römischen vorklassischen und klassischen Recht für ein Bündel von Verpflichtungsgeschäften, die an keine bestimmte Form gebunden waren. Sie beruhten allein auf dem übereinstimmenden Willen der Parteien (consensus). Konsensualverträge waren der Kauf (emptio venditio),  Werk-, Dienst-, und Mietverträge (locatio conductio), der Auftrag (mandatum) und der Gesellschaftsvertrag (societas). Dabei darf nicht auf den deklaratorischen Charakter einer Willenserklärung abgestellt werden, wie sie heute bekannt ist, sondern auf das voluntative Element der Entsprechung des inneren Willens, was auch erklärt, warum der Gegenbegriff Dissens (dissensus) mit Irrtum (error) nahezu gleichgesetzt war. Rechtsverbindlich wurden die Vereinbarungen, wenn der Prätor sie auf den Boden der bonae fidei iudicium stellte, was sie einklagbar machte.

## Abgrenzung
Einen Konsens der Parteien verlangten alle Vertragstypen, aber weder bedurfte es beim Konsensualvertrag einer begleitenden Sachübergabe wie beim Realvertrag noch einer Buchung wie beim Litteralvertrag, noh einer Wortformel wie beim Verbalkontrakt.
Die Unterschiede der genannten Kontraktformen sind erstmals belegt bei Gaius. Dass der Konsensualkontrakt bereits vor der Zeit des genannten Hochklassikers als geschäftlicher Verpflichtungstyp anerkannt war, ist bereits bei Labeo bezeugt, überliefert wird dies in den spätantiken Digesten.

## Vertragsbegründung
Die Vertragssysteme des ius civile waren an typisierten Geschäftszwecken ausgerichtet, was auch die Anzahl anerkannter konsensualer Schuldverhältnisse reduzierte. Einer freien Vertragsgestaltung blieb wenig Raum. Unterschieden wurde, ob das Geschäft auf entgeltlichen Leistungsaustausch ausgerichtet war, oder unentgeltlicher Natur. Nach historischem Verständnis waren entgeltliche Schuldverhältnisse der Kauf und die Verdingung, nicht so Schenkung und Tausch. Nach modernem Verständnis bezögen die Begrifflichkeiten Rechtsverhältnisse ein, die den Kauf (emptio venditio), Miete, Pacht und Dienst- wie Werkverträge (locatio conductio) erfassen würden. Jeder auf Austausch von Sach- und Geldleistung gerichtete Vertrag konnte konsensual vereinbart werden. In Abgrenzung zum Abschlussmechanismus des Realvertrages (Kreditierungszweck, Leihe, Verwahrung), bedeutete die Sachübergabe Übereignung.
Diesen – auf Leistung und Gegenleistung beruhenden – Geschäften standen die unentgeltlichen Geschäfte gegenüber, die Gesellschaft (societas) und der Auftrag (mandatum), vereinfacht gesagt: eigen- und fremdnützige Geschäftsführungsverhältnisse. Schenkungen waren von vornherein keine Schuldverhältnisse und auch der Tausch wurde wegen seines egalitären Charakters nicht einbezogen. Diese Geschäfte bildeten den komplementären Bereich zum Leistungsaustausch. Im Gegensatz zur Gesellschaft und zum Auftrag, die streng einseitige Rechtsgeschäfte waren, beruhten die anderen Schuldverhältnisse auf dem zweiseitigen Gegenleistungsprinzip (synallagmatischer Grundsatz).
Formlose Vereinbarungen wurden als nuda pacta erfasst. Sie gewährten grundsätzlich keine klagbaren Ansprüche, soweit sie nicht ausnahmsweise aus unbenannten Verträgen herrührten, den so genannten Innominatkontrakten. Für die stand die actio praescriptis verbis zur Verfügung. Erst später – während der späten Kaiserzeit – wurden sie kraft prätorischen Edikts als pacta praetoria anerkannt, ohne jedoch in den Katalog der Konsensualverträge einbezogen zu werden.
Besondere Bedeutung kam bei konsensualen Verpflichtungsgeschäften dem Treuglaubensgrundsatz bonae fidei iudicium zu. Bona fides (Vertrauen) war konstitutives Merkmal des Geschäftstyps, keine Partei durfte wortbrüchig werden. Vertragsverletzungen führten zu Klagen. Im Formularprozess bestimmte der Iudex (Richter) die Tragweite der „guten Treue“ einer Verpflichtung im Einzelfall. Dabei war ihm mehr Freiheit bei der Wahl der Rechtsfolgen eingeräumt als bei einer strengrechtlichen Klage aus Stipulation. Dem Käufer einer Ware stand beispielsweise die actio empti auf Leistung des Kaufgegenstandes zu, dem Verkäufer die actio venditi auf Zahlung des vereinbarten Kaufpreises. Entsprechend konnten verletzte Mietverträge mittels der actiones conducti und locati dem Richterspruch zugeführt werden.

## Vertragsaufhebung
In der modernen romanistischen Literatur wird davon ausgegangen, dass als Konträrakt zur Aufhebung des gesamten Rechtsverhältnisses eines Kaufvertrages der contrarius consensus anerkannt war. Teilweise wird darauf abgestellt, dass nicht die ganze Schuld (Kontrakt nebst den daraus entsprungenen Verpflichtungen), sondern lediglich die einzelne Verbindlichkeit aufgehoben worden sei.

## Weitere Entwicklung
Vor Einführung des Konsensualvertrags bestand mit dem umfassend verwendbaren Vertragstyp der Stipulation noch ein hoher Grad an Vertragsfreiheit. Dieser konnte über die klassische Zeit hinaus erst wieder im spätantiken Recht zurückgewonnen werden.
Mit Beginn der Rezeption des römischen Rechts ab dem Mittelalter unter den Glossatoren, wandelten sich die Begrifflichkeiten. Die einst unklagbaren pacta verschmolzen mit den stets klagbaren contractus zu einem einheitlichen Vertragsprinzip. Dieses war auch auf die schuldrechtlich bislang nicht erfassten Tauschgeschäfte anwendbar und ebenso auf die bloßen Nebenabreden. Der Weg war damit für die im heutigen Bürgerlichen Gesetzbuch verankerte vollständige Vertragsfreiheit geebnet. Das machte letztlich auch den Typ der Realverträge entbehrlich, denn Sachübergaben konnten dem Leistungsaustauschgeschäft durch pacta voran- und/oder nachgehen.
Der Maßstab der bona fides hat Einlass in § 242 BGB gefunden. Die Norm stellt die Befugnis des Richters klar, die Anforderung von Treu und Glauben in allen schuldrechtlichen Ansprüchen konkretisieren zu dürfen.